# Système de santé français
Le système de santé français était caractérisé selon l'étude « Rapport sur la Santé dans le Monde 2000 - Pour un système de santé plus performant » de l'Organisation mondiale de la santé en 2000 comme le plus performant en termes de dispensation et d'organisation des soins de santé. En 2022, le système de santé fait face à une pénurie de médecins. La France est également touchée par la fermeture des lits d'hospitalisation. Depuis le début des années 2000, plus de 100 000 lits ont été supprimés sur un total de 485 000 lits en 2000. Depuis, les hôpitaux font face à une maltraitance institutionnelle fautes de moyens humains et matériels, ce qui a des conséquences sur les prises en charges des patients et impacte les soignants.
La dépense courante de santé en France représente en 2010, 12,1 % du produit intérieur brut et 21,3 % des dépenses publiques. En 2010, 75,8 % de la consommation de soins et de biens médicaux est financée par la sécurité sociale, 13,5 % par les organismes complémentaires (mutuelles, compagnies d'assurance, institutions de prévoyance), 9,4 % sont à la charge des ménages et L'État avec les collectivités locales en assurent quant à eux 1,2 %. La dépense totale de santé place la France en troisième position des États membres de l'OCDE après les États-Unis (17,4 % du PIB) et les Pays-Bas (11,9 % du PIB) en 2009.
Trois types d'acteurs se partagent le système de soins en France : le secteur public, le privé d'intérêt collectif et le privé à but lucratif.

## Historique

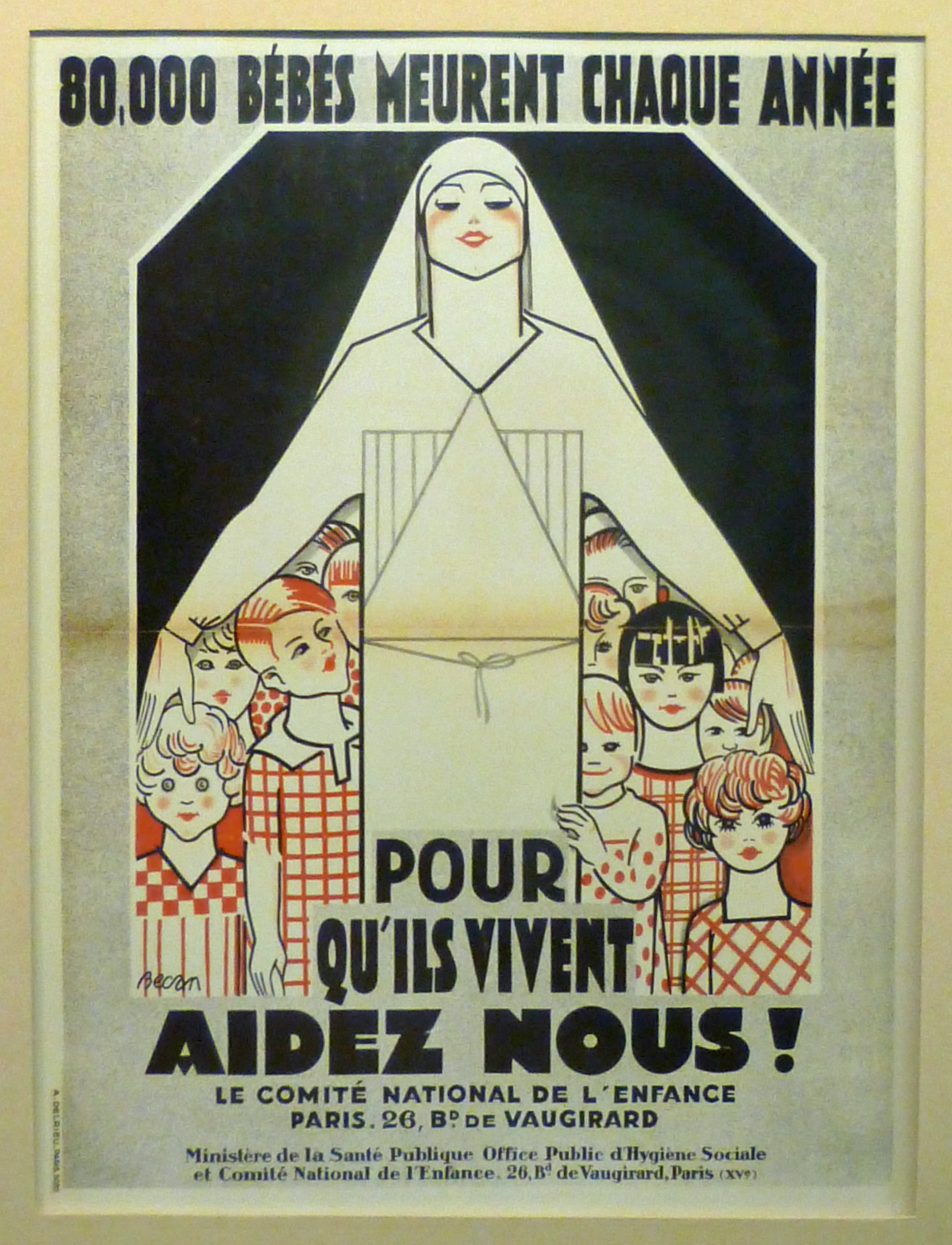
Une affiche de 1920 du Ministère de la Santé Publique Office Public d'Hygiène Sociale.

À compter de la Révolution française, la responsabilité des actions sanitaires est régulièrement dévolue par les lois successives aux municipalités, tandis que le XXe siècle connaît un fort développement de la médecine de ville, et s'accompagne d'un transfert de la définition de ces actions sanitaires aux organismes paritaires d'assurance maladie, via des relations conventionnelles conclues avec les acteurs de santé. Les interventions de l'État jouent un rôle croissant à partir des années 1980, à la faveur d'un déficit des organismes d'assurances sociales et de l'apparition de crises sanitaires.
L'abandon progressif de la gestion paritaire (quelquefois qualifiée de démocratie sociale) au profit des interventions de plus en plus larges du parlement est renforcé en 1990 avec l'introduction de la CSG.
Dans les années 1990, les syndicats de médecins libéraux s'alarment du nombre jugé trop élevé de médecins exerçant en France et obtiennent un renforcement du numerus clausus (disposition limitant le nombre d'étudiants dans les domaines de la santé). Le nombre d'actes par habitant effectués par des médecins généralistes a diminué de 15 % entre 2000 et 2013.
Les dépenses accordées au système de santé français représentaient en 2004, 10,5 % du produit intérieur brut et 15,4 % des dépenses publiques. En 2004, 78,4 % des dépenses de santé étaient faites par l'État.
Les dépenses accordées au système de santé français représentaient en 2005, 11,2 % du produit intérieur brut et 16,6 % des dépenses publiques. En 2005, 79,9 % des dépenses de santé étaient faites par l'État.
Quelque 40 % des maternités ont fermé en France entre 2000 et 2019. Depuis 2012, la mortalité infantile a arrêté de baisser et tend depuis lors à augmenter légèrement.
En 2020, les dépenses allouées à la Santé en France connaissent une hausse historiquement faible par rapport à l'année précédente (seulement 0,4% selon la Drees), pour atteindre 209,2 milliards d'euros. Ce coup d'arrêt s'explique notamment par la pandémie de coronavirus et le confinement qu'elle a entraîné durant le printemps 2020. Ainsi, la "consommation de soins" a par exemple diminué chez les dentistes (-8.9%) ou encore les auxiliaires médicaux (-11,9%), exception faite des infirmières qui furent moins affectées par les mesures de restrictions sanitaires.
En 2022, le système de santé français est marqué par une pénurie de médecins, des déserts médicaux, un manque de lits d’hôpitaux. Selon un rapport du Sénat de mars 2022, 11 % des Français n'ont pas de médecin traitant et 30 % de la population vit dans un désert médical. Le nombre de médecins généralistes a diminué de 11 % depuis 2010 et leur répartition est de plus en plus inégalitaire sur le territoire. La proportion de personnes déclarant renoncer pour des raisons financières à des soins médicaux est ainsi passée de 23 % en 2010 à 30 % en 2023.

## Situation du système de santé
Le système de santé comporte deux éléments :
- les soins de santé, comprenant les soins de ville et les établissements hospitaliers (hôpitaux publics et cliniques privées), délivrés par des professionnels de la santé ;
- l'assurance maladie (sécurité sociale et mutuelles facultatives d'assurance maladie).

### Soins de santé
Jean de Kervasdoué, économiste spécialiste des hôpitaux, estime que la médecine française est de grande qualité ; elle serait la « seule alternative crédible à l’américanisation de la médecine mondiale ». Selon lui, les chirurgiens, les cliniciens, l’organisation des urgences à la française (le SAMU), et l’organisation de la psychiatrie font référence dans le monde. Il note cependant que les agents de hôpitaux doivent respecter 43 familles de règlements et critiquent la bureaucratie tatillonne, et « la définition minutieuse de procédures onéreuses, non évaluées, simultanément inapplicables, voire contradictoires. Selon lui, l'État intervient trop pour régler la vie de tous les jours à l'hôpital. ». Selon lui, le Japon, la Suède et les Pays-Bas ont un indice de santé comparable à celui de la France, alors qu'ils ne dépensent que 8 % de leur PIB contre 10 % pour la France. Ainsi, 34 milliards d'euros sembleraient mal utilisés.
D'après une enquête menée en 2019 par le Défenseur des droits et le Fonds CMU-C auprès de 1 500 cabinets médicaux, 12 % des cabinets contactés (9 % des chirurgiens-dentistes, 11 % des gynécologues et 15 % des psychiatres libéraux) discriminent les patients bénéficiaires d’une aide sociale à la complémentaire santé en refusant de leur donner un rendez-vous. À Paris, ce sont 38,2 % des dentistes, 26,2 % des gynécologues et 31 % des psychiatres qui refusent des patients en situation de précarité économique.

### Assurance maladie
Selon plusieurs auteurs, l'état dégradé des finances de la sécurité sociale française impose de contrôler la croissance des dépenses de santé ; parmi les solutions envisagées, sont citées la réorganisation de l'accès aux soins, la révision du statut des médecins libéraux, la reprise en main de la formation continue des médecins par la CNAMTS, et la démocratisation des arbitrages budgétaires pour faire face à la pression de l'industrie pharmaceutique,.
Selon le rapport annuel de l’Assurance maladie, le premier poste de dépenses de santé en France est l’hospitalisation ponctuelle (30,7 milliards d'euros sur 133,6 milliards en 2015, soit 25 % des dépenses qui s'expliquent par le vieillissement de la population), devant les troubles psychiques et psychiatriques (dépenses versées à plus de 7 millions de personnes atteignant 19,3 milliards d'euros, soit 15 % des dépenses), les cancers (14,1 milliards d'euros, couvrant 2,5 millions de malades) et les maladies cardio-vasculaires.
Pour diminuer les dépenses de la Sécurité sociale, les gouvernements successifs ont choisi de confier un rôle de plus en plus important aux mutuelles et assurances privées : déremboursement de certains médicaments et de certains actes médicaux, mutuelle obligatoire pour les salariés depuis 2016, etc. Pourtant, si cette politique permet à l’État de réaliser des économies, elle tend en revanche à augmenter les couts pour la société. Entre 2009 et 2019, la part de frais de gestion des organismes complémentaires ont augmenté de près de 50 % alors que ceux de la Sécurité sociale ont diminué. En pourcentage de l'enveloppe des frais de gestion, la part des organismes complémentaires privés s'élève à plus de 20% contre 3,4% pour la Sécurité sociale.

## Politique de santé
Selon le sociologue de la santé Frédéric Pierru, les années 2000 marquent un tournant néolibéral dans la politique hospitalière. Sur fond de restrictions budgétaires, « les hôpitaux sont sommés de se recentrer sur leur cœur de métier — les soins très spécialisés, techniques et coûteux, mais aussi les missions de services publics — et de faire cadeau du reste — rentable — aux autres acteurs de l'offre de soin, qui sont dans leur grande majorité privés (médecins libéraux, cliniques privées…). (…) Ainsi, le marché des soins créé par les pouvoirs publics obéit à cette règle classique : socialisation des pertes et privatisation des bénéfices. »
En France, le nouveau Code de la santé publique en vigueur depuis mai 2003 (refondu en 2005) veut (Article L1110-1) que tous les moyens disponibles au bénéfice de toute personne soient mis en œuvre pour protéger sa santé par les professionnels, les établissements et les réseaux de santé, ainsi que par les organismes d'assurance maladie ou tout autre organisme contribuant à la prévention et aux soins. Les autorités sanitaires doivent contribuer avec les usagers, à développer la prévention, dans un souci d'égalité d'accès de chacun et de tous aux soins que nécessite son état de santé. Il s'agit aussi d'assurer la continuité des soins ainsi que la meilleure sécurité sanitaire possible. Le malade a droit au respect de sa dignité précise la Loi no 2002-303 du 4 mars 2002 art 3, ainsi (sauf dérogations prévues par la loi) qu'au respect de sa vie privée et du secret des informations la concernant. Une orientation prioritaire du plan national santé environnement (PNSE, version juin 2004) est de promouvoir la santé environnementale. Annoncé en janvier 2003, ce plan adopté le 21 juin 2004 (pour cinq ans) a été rédigé sous l'autorité des ministres chargés de la santé, de l'écologie, du travail et de la recherche, et dans le cadre de la Charte de l'environnement et dans celui de la stratégie européenne de l'Organisation Mondiale de la Santé. Ce PNSE pourrait être renforcé à la suite du Grenelle Environnement (octobre 2007).
Un dossier Santé et environnement : enjeux et clés de lecture a été publié avec l'Ademe, l'ENSP, Ineris, InVS, Inpes, FNE et FNES qui collaborent avec les ministères chargés de la santé et de l'écologie sur la plupart des questions de santé environnementale.
Un chapitre « Environnement et santé » a été ajouté au rapport L'Environnement en France publié par l'IFEN tous les 4 ans.
Un Plan de santé au travail (PST) a été présenté aux partenaires sociaux lors d'une plénière du Conseil supérieur de prévention des risques professionnels, formalisant pour 5 ans les engagements de l'État envers les 15 millions de salariés français sur leur lieu de travail.
Une étude, Perflex (évaluant la Perception des Risques par le Public et par les Experts), a été commandée par l'IRSN et faite avec l'Ademe, l'Afssa, l'Ifen, l'Ineris, l'Inra et l'InVS avec l'institut BVA pour mieux comprendre les différences de perception du risque par le grand public et par les experts des agences ou organismes d'expertise publique. Cette étude a montré que les Français sont souvent plus sévères que les experts, qu'ils jugent les risques plus élevés et accordent moins leur confiance aux autorités, qu'ils estiment plus souvent que toute la vérité n'est pas dite sur les dangers. Cependant, selon l'étude, les experts et institutionnels hiérarchisent le plus souvent à peu près de la même manière les risques.
La directive REACh devra être appliquée en France, et des plans spécifiques ont été rédigés sur les thèmes Amiante, Bruit, Canicule, Cancer, Déchets, Éthers de glycol, Froid, Grippe aviaire (rédigé par le ministère de la Défense), Inondations, Légionellose, Nitrates, PCB et PCT, Pesticides, Phytosanitaires, Pollutions d'origine agricole, POP, Risques technologiques, Sites et sols pollués. Dans le domaine de l'air et du climat, des plans sont en cours ; Plan climat, Plan véhicule propre et économe, Plan national biocarburants, Plan national d'affectation des quotas d'émissions de dioxyde de carbone, Programme national de réduction des émissions de polluants atmosphériques (SO2, NOx, COV, NH3), Primequal-Predit. Ils sont périodiquement mis à jour ou évalués.
En 2019, 80 % des principes actifs sont fabriqués hors d’Europe, contre 20 % trente ans auparavant. Ces délocalisations seraient à l'origine des pénuries récurrentes de médicaments. De 2008 à 2018, le nombre de ruptures a été multiplié par vingt.

## Le personnel soignant et aide-soignant
En 2023, le système français compte 230 000 médecins, avec une population en diminution de 500 personnes sur un an pour les généralistes (99 500), et en hausse de 1500 personnes pour les spécialistes (130 700). S'y ajoutent 45 200 chirurgiens-dentistes, 24 600 sages-femmes et 73 400 pharmaciennes. Dans les professions non médicales, la DREES dénombrerait 423 500 aides-soignantes, 500 300 infirmières salariées et 98 600 infirmières exerçant en libéral.

### Régulation
Dans le cas du marché hospitalier, les producteurs de soins, c’est-à-dire les professionnels de santé ainsi que les établissements de soins, sont dirigés par des régulations instaurées par le ministère, les organismes régionaux, l’Etat et les caisses d’assurance maladie.

#### Numérus Clausus
Premièrement le ministère a inventé en 1979 le « Numérus Clausus », ayant pour but de « fixer le nombre d’étudiants admis en 2e année de certains cursus universitaires, principalement dans les professions de santé réglementée (médecine, odontologie, pharmacie) ». Il joue alors sur la capacité de production des actes médicaux. Tous les ans, cette loi se renouvelle pour pouvoir redonner le nombre d’étudiants pour l’année à venir aux ARS (Agence Régionale de Santé). Cependant en 2020, le ministère a décidé de supprimer le Numérus Clausus. En effet, celui-ci était un mauvais régulateur car il donnait des directives au niveau national alors qu’il faut en donner au niveau régional. « Le Numérus Clausus sera supprimé à compter de la rentrée 2020 au profit d’une diversité des voies d’accès aux Etudes de Santé et à une régulation au plus proche des besoins des territoires ». Les universités ont alors pu elle-même déterminer le nombre d’étudiants en fonction de leur capacité d’accueil.

#### Agences régionales de santé
Deuxièmement, les organismes régionaux et les Agences régionales de santé (ARS), ont pour rôle de réguler l’offre en maîtrisant le nombre de délivreur de médicaments et la capacité de réalisation d’actes médicaux pour les hôpitaux.

### État
Pour finir, l'État régule ce marché par le biais des caisses d’assurance maladie en fixant le prix des actes ou des produits de santé, en baissant ou en augmentant le prix des soins.

## Le secteur hospitalier
Le secteur hospitalier est divisé en trois groupes : les établissements publics (45 % de l'offre), les établissements privés d'intérêt collectif (22 % de l'offre) et les établissements privés à but lucratif (33 %).
En 2023, il compte 1 329 hôpitaux publics, 656 établissements privés à but non lucratif et 977 cliniques privées. Le nombre de lieux géographiques dotés  d'une telle structure et le nombre de lits (369 400 lits pour des hospitalisations complètes) ne cesse de décroitre depuis 2013, tandis que le nombre de places (88 500 places d'hospitalisation partielle) augmente. La diminution du nombre de structures hospitalières, soit 16 établissements de moins (5 %) en dix ans, est plus marquée pour les établissements publics (91 établissements de moins).